# Cağaloğlu Anadolu Lisesi
Istanbul Cağaloğlu Anadolu Lisesi är en gymnasieskola i Cağaloğlu, Istanbul. Det grundades av Bezmiâlem Sultan.  De primära undervisningsspråken är turkiska och tyska.  
Eleverna kan få Deutsches Sprachdiplom, som är ett bevis för tyska språkkunskaper och erkänt av Tyskland.